# Паризька комуна (сквот)

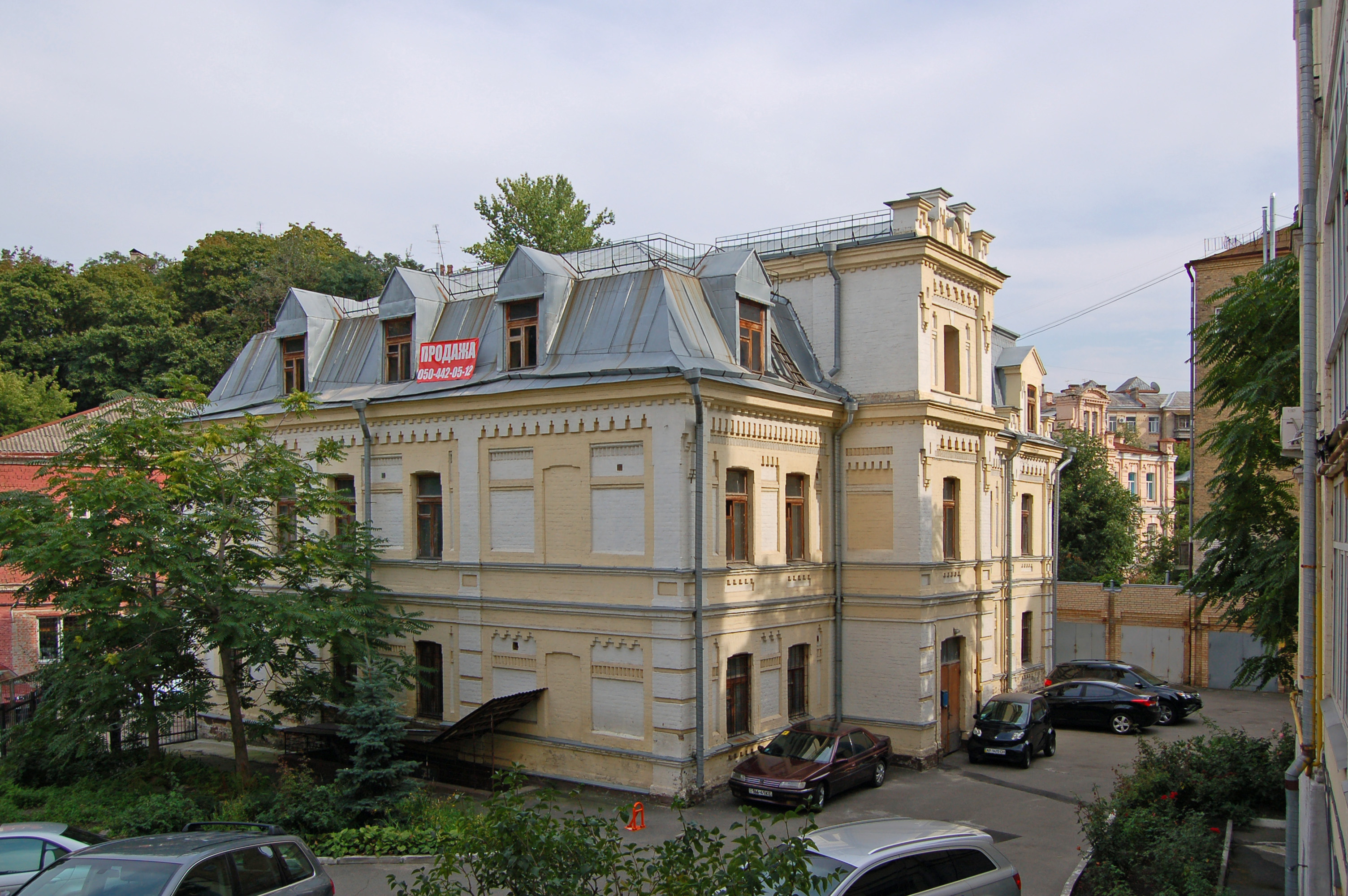
Будинок по вулиці Михайлівській, № 18А в Києві, де з 1990 по 1994 роки існував сквот та андеграундна художня група «Паризька комуна» (світлина 2012 року)

Паризька комуна або Паркомуна (Парком) — спільне місце, де збирались митці в покинутому будинку (сквоті) по вулиці Паризької Комуни (нині — вулиця Михайлівська), № 18А в Києві з 1990 по 1994 роки та мистецьке явище (андеграундна художня група), що виникло в бурхливу добу революційних політичних, економічних, соціальних, естетичних змін на початку 1990-х років. Самі митці, що працювали у сквоті, називали себе «художники Паризької комуни».

## Назва та розташування
Назву мистецького сквоту в Києві дала вулиця Паризької Комуни (з 1990 року — Михайлівська), названа 1926 року радянською владою на честь революційного уряду Парижа. Також однойменну назву отримав мистецький рух, що виник у контексті радянського і пострадянського простору.
Будинок зведено, як садибу в середині XIX — на початку XX століття у стилі модерну. У забудові брали участь архітектори Олександр Шіле, Володимир Ніколаєв та Іван Ганф. Вулиця, розташована в Шевченківському районі, сполучає Майдан Незалежності та Михайлівську площу.

## Історія
Майбутня спільнота Паркомуна, як і творче угрупування «Живописний заповідник», сформувалась на седнівських пленерах 1988 і 1989 років, організованих за сприяння Тіберія Сільваші Спілкою художників України. Локаціями були простір на березі річки Снов на Чернігівщині, в Будинку творчості і відпочинку художнього фонду Української РСР «Седнів». Представники постмодерністського мистецтва в Україні саме це містечко зробили центром «нової української хвилі».
Сам київський сквот виник влітку 1990 року під враженням українських художників, які знайомилися наприкінці 1980-х років з неформальними об'єднаннями митців, переважно художників, що жили нелегально або напівлегально в Москві, Ленінграді, згодом у Києві, в одному просторі — будинку чи квартирі — так званому сквоті. Зокрема, в Москві сквоти було облаштовано у Фурманному і Трьохпрудному провулках, на Чистопрудному бульварі, у Ленінграді — на Пушкінській вулиці. В Києві така майстерня виникла восени 1989 року на перехресті вулиць Франка та Леніна (нині — Богдана Хмельницького), де разом з Олександром Клименком працювали Леонід Вартиванов, Олександр Гнилицький, Олег Голосій, Дмитро Кавсан, Костянтин Реунов, Юрій Соломко, Олег Тістол, Валерія Трубіна, Василь Цаголов. Вже влітку 1990 року молоді митці покинули свій артпритулок.
За ініціативною Олександра Клименка сквот було відкрито в закинутому порожньому будинку на вулиці Паризької комуни, 18А. Художники охоче почали облаштували свої майстерні, а дехто і житла. Художникам спочатку дозволили тут перебувати півроку до початку євроремонту, але фактично тут жили до 1994 року. Поряд у сусідніх будинках (на Малій Житомирській, Софіївській та Ірининській вулицях) також облаштовували свої майстерні інші художники: Ілля Чичкан та Ілля Ісупов (на другому поверсі), Арсен Савадов і Георгій Сенченко (перший поверх), Наталя Радовінська і Вікторія Пархоменко, а також Тетяна Галочкіна, Кирило Проценко і Максим Мамсіков. Так виникла своєрідна творча тусовка, «вулик», місце, де хаотично зав'язувалися професійні контакти й особисті стосунки — «роман без усілякого романтизму».
|  | «Там художники працювали, веселилися, відпочивали, випивали, слухали музику, вели запеклі дискусії – там була суцільна свобода мислення, там народжувалися непередбачувані, експериментальні проекти і перформанси», – згадував Олександр Соловйов. |

Життя і творчість художників, що тут жили і працювали супроводжувалось тусовками з постійними тематичними вечірками. Їх учасниками ставали музиканти, передусім рокери. Митці також разом переглядали фільми або колективно читали книжки та обговорювали ідеї. Апофеозом творчості були так звані «дружньо-сімейні» перформанси.
Після 1993 року основна тусовка сквоту почала розвалюватися. Цього року загинув один з головних ідеологів та митців артгурту Олег Голосій, інші виїхали. Для тих хто залишився творчість завершилась, бо їх 1994 року примусово виселили, а сам будинок, забрали комунальники і огородили парканом для подальшого капітального ремонту. Роком завершення діяльності артугрупування український мистецтвознавець Галина Скляренко вважає 1995 рік. Цього року розпався творчий тандем художників Арсена Савадова з Георгієм Сенченком. 3 листопада 1995 року мала
відкритися міжнародна виставка «Київська мистецька зустріч» в галереї «Аліпій» Державного культурно-просвітницького центру «Українському домі». В день урочистого відкриття стався конфлікт між її учасниками та представниками Національної гвардії України, які йшли в кіноконцертний зал Українського дому на урочистості. Прийнято вважати, що відбулось брутальне закриття виставки, бо непопереджені про інсталяції нацгвардійці знищили деякі твори. Та й сама виставка не почала свою роботу. Це привело до посилення розбрату черед учасників та, як наслідок, розпаду.

## Особливості стилю
Стиль художників Паркомуни найбільше відповідає постмодерністському неоекспресіонізму. Оцінка творчості художників-майбутніх членів групи Паркомуна та Живописний заповідник спочатку була негативною. Звітна виставка «Седнів-88» за результатами першого пленеру в Республіканському будинку художника в Києві творчість молодих художників назвали занепадом українського образотворчого мистецтва. У 1989 році звітна виставка проходила вже в Державному музеї українського образотворчого мистецтва. Критики почали говорити про відродження модернізму. Прихильників постмодернізму, ще під час другого седнівського пленеру почав збирати навколо себе Олександр Соловйов, а тих, кого згодом стали називати пластиками — Тиберій Сільваші. Він назвав цей процес модерністським дискурсом: «На очах народжувалося мистецтво, яке протягом двох місяців добирало й перетравлювало те, чого було позбавлене десятиліттями… Головне, що відбулося на наших пленерах, — народилося покоління. Покоління, яке усвідомлювало, що має спільний базис — і у відчутті свободи, і в пластиці».
Це період нової української хвилі. Головною відмінністю художників Паркомуни стала демонстрація інакшості від попереднього покоління. Він найбільше контрастував з неоавангардом 1960-х років, тому роботи митців Паркомуни долучили до нової течії — трансавангарду. Це проявлялось у необмеженій внутрішній свободі художників, які могли дозволити собі все. Зокрема, митці Паркомуни почали експериментувати з медіа, створюючи об'єкти, інсталяції. Також вони влаштовували перфоманси. Звичними були дефіле в одязі богемних «парижан». Художники одягали жабо і театральне вбрання — «від якихось чесучевих костюмів до капелюшків 1950-х». Автором такого одягу був Ілля Чичкан. Він шив його з підручних матеріалів, знайдених на Сінному ринку. Для дружини Тетяни Іляхової, наприклад, він пошив шубу з яскравого килима. Щонеділі вони скупляли дивні артефакти. Найвідомішими перформансами стали «Спляча царівна», «Приз за відео — real camera», «Карла Маркса — Пер-Лашез». Серед перших робіт відео-арту стали «Криві дзеркала. Живі картини». Це зняли Гнилицький, Філоненко та Мамсіков.
|  | Український арт-критик та мистецтвознавець Олег Сидор-Гібелинда про особливості творчості художників «Паризької комуни»: «…роботи “П. к.” ідейно й стилістично близькі до західноєвропейського постмодернізму. Живописним і графічним творам властиві суб’єктивізм, цитатність. Ретроспективізм “П. к.” пронизано духом цинічної іронії й нігілістичної самопародії… [Для них характерно] широке використання прийомів гротеску, елементів гри, мотивів перекрученої еротики, тяжіння до смерті й містичних бачень. З початку 1990-х рр. в ідейних і естетичних поглядах чільних художників “П. к.” відбуваються істотні зміни, які реально виразилися у відмові від картинної практики (мається на увазі відмова від станковізму. |

### Учасники Паркомуни
Фактично лідером сквоту став критик і мистецтвознавець Олександр Соловйов, що відбирав картини художників та організовував мистецькі виставки.
До сквоту відразу приєдналися молоді художники Олександр Гнилицький, Олег Голосій, Дмитро Кавсан, Олександр Клименко, Валерія Трубіна, Леонід Вартиванов, Павло Керестей, Кирило Проценко, Юрій Соломко, Арсен Савадов, Юрій (Георгій) Сенченко, Ілля Чичкан, Василь Цаголов, Ілля Ісупов. Згодом — Максим Мамсіков. Більшість учасників були приїжджими з іншим міст. Хоча, наприклад, Арсен Савадов, народився в столиці і виріс у родині художника, чиї роботи висіли в кабінеті Леоніда Брежнєва. Одна з перших його картин «Печалі Клеопатри» (разом з Юрієм Сенченком) мала комерційний успіх.
Більшість із митців тут мали, як майстерні, так і житло: на другому поверсі працювали Валерія Трубіна, Олег Голосій, Дмитро Кавсан, Леонід Вартиванов, Юрій Соломко, на п'ятому жили і творили — Олександр Клименко, Олександр Гнилицький з дружиною Наталею Філоненко і донькою Ксенією Гнилицькою, Василь Цаголов з дружиною мистецтвознавицею Надією Пригодич, Олександр Соловйов із дружиною художницею Тетяною Ларюшиною. Зокрема, Олександр Гнилицький майстрував інсталяції зі спортивних костюмів «Адідас», кросівок, сорочок і краваток відомих брендів, придбаних на блошиному ринку. В хід йшли також вінілові платівки та CD-диски. А його дружина Наталя Філоненко (Гнилицька), в майбутньому кураторка, також створювала картини.
Сквот час від часу відвідували гості: художники з Одеси та інших міст — Олександр Ройтбурд, Дмитро Дульфан, Дмитро Лігейрос, Андрій Казанджій. Зокрема, одесит Сергій Ануфрієв був тісно пов'язаний з представниками московського концептуалізму з групи «Інспекція Медицинська герменевтика».

### Виставки
Першим успіхом для учасників Паризької комуни стала виставка 1990 року в стінах Національного художнього музею України, де відбулася виставка «Український живопис XX сторіччя». Вже тоді, в загальному контексті було представлено український модернізм і «нове постмодерністське мистецтво». Добором картин з майстерень художників для різноманітних виставок займався куратор Олександр Соловйов, що на початку 1992 року поселився у сквоті. Першою такою виставкою стала «Штиль» у 1992 році в залі по вулиці Горького (нині — Антоновича). Хоча першою самостійно проведеною виставкою в 1991 році стала «Художники Паризької комуни».
Вперше картини художників сквоту демонструвалися за кордоном у проєкті «Діалоги з Києвом» у місті-побратимі української столиці місті Мюнхені. Четверо з Паркомуни Арсен Савадов, Георгій Сенченко, Олександр Гнилицький та Олег Голосій чотири місяці працювали в Німеччині: виступали з лекціями, відвідували галереї. Відбулося дві виставки. Перша пройшла в мюнхенському музеї у Вілла Штук. Українські художники працювали в імпровізованих майстернях, що були розташовані в старому мюнхенському аеропорту з видом на Альпи. За підсумком роботи в цій резиденції відбулася звітна виставка «Постанестезія», що демонструвалася в мюнхенській галереї на Лоттрінгерштрассе, а потім у лейпцизькому Художньому музеї. Голосій писав великі картини, у вигляді масштабної та динамічної інсталяції в просторі. Савадов та Сенченко створювали скульптурні об'єкти та інсталяції з пап'є-маше, покриваючи деякі з них мазутом.
Наступного року відбулося дві виставки — влітку 1993 року в Единбурзі виставка «Ангели над Україною», а восени — в Уяздовському замку резонансна експозиція «Степи Європи». У 1994 році було організовано виставку «Простір культурної революції» в Українському домі.
З грудня 2016 по січень 2017 року демонструвалась виставка «ПАРКОМУНА. Місце. Спільнота. Явище» у PinchukArtCentre. Основні роботи:
- Леонід Вартиванов «Sincerely you» (1993, рельєф, лиття, металевий ланцюг, світлодіоди);
- Олександр Гнилицький «Чу!» (1990, полотно, олія); «АГ (З життя футуристів)» (1990, полотно, олія); «Без назви» (початок 1990-х папір, туш); «Без назви» (початок 1990-х папір, туш);
- Олег Голосій «Ті, що біжать від грози» (1989 полотно, олія); «У гамаку» (1991 полотно, олія); «Портрет поета Лігейроса» (1992, полотно, олія); «Ангел прийшов» (1992 полотно, олія); «Муза (Тріп)» (1991, полотно, олія); «Очі» (1992, полотно, олія);
- Олександр Друганов «Сьогодні я побачив сходи, якими опускалися і піднімалися люди» (1992, цифровий друк);
- Ілля Ісупов «Без назви» (1993, офорт);
- Дмитро Кавсан «Імітація крему для взуття» (1990, двері, олія, тюбики від крему); «Введення Марії до храму» (1988 полотно, олія); «Велика карлиця» (1991, полотно, олія); «Спроба менуету на руїнах» (1989 полотно, олія);
- Андрій Казанджій «Катіни вії» (початок 1990-х полотно, олія);
- Павло Керестей «Художник, намалюй мені картину» (1990—1992, перформанс, серія картин: полотно, олія);
- Олександр Клименко «Розмова про мовчання» (1992, полотно, олія);
- Максим Мамсіков «Нора» (1992, полотно, олія); «Ліхтар» (1994, полотно, олія); «Смерть Буратіно» (1992, полотно, олія);
- Кирило Проценко «Запальничка» (1992 полотно, олія);
- Олександр Ройтбурд «Рух у бік моря» / «Корабель дурнів» (1988, полотно, олія); «Гімн демонам та героям» (1989, полотно, олія);
- Арсен Савадов, Георгій Сенченко «Без назви» (1991, бронзований папір, олівець); «На смерть Голосія» (1993 відео, 50’)
- Юрій Соломко «Поцілунок крадькома» (1991, офсетна ламінована карта на полотні, олія); «Переписуючи наново» (1992, папір на полотні, олія);
- Валерія Трубіна «Небесний хор» (1989 полотно, олія, емаль); «Та, що входить у тінь» (1991, полотно, олія); «Зимовий спогад про адмірала» (1991, полотно, олія);
- Ілля Чичкан «Піднесена» (1992, полотно, олія);
- Василь Цаголов «Пер Лашез на Карла Маркса, або Розстріл паризьких комунарів» (1993, перформанс фотодокументація Миколи Троха (1961—2007); із серії «Світ без ідей» (1992, цифровий друк)[29][16].

### Оцінка діяльності
|  | «За свободу творчості ця молодь не боролася — за них цю дорогу в нерівній боротьбі з ідеологами соцреалізму проклали митці 1970-1980-х. В аурі політичного туману свобода впала до рук новаторів як манна небесна. Отже, свобода суспільства дозволили групі «Паризька комуна» увійти до активної експозиційної практики у формі скандалу», — оцінила діяльність митців Паркомуни українська художниця Ольга Петрова |

### Перелік виставок художників Паркомуни
- 1991: «Художники Паризької комуни» (Дирекція виставок Спілки художників України);
- 1992: «Лето» (Республіканський будинок художника);
- 1992: «Штиль» («Нова художня галерея» Київської організації Спілки художників України);
- 1993: «Кінець року» (Культурологічний центр Українського товариства охорони пам'яток історії та культури);
- 1993: «Світ без ідей» (Культурологічний центр Українського товариства охорони пам'яток історії та культури);
- 1995: «Київська мистецька зустріч» (галерея «Аліпій» Державного культурно-просвітницького центру «Український дім»).